# Setge d'Amposta
El setge d'Amposta fou un episodi bèl·lic de la Guerra Civil catalana.

## Antecedents
A mitjans del segle xv, el delta de l'Ebre ocupava molta menys extensió que actualment, i Amposta, propera a la desembocadura, amb el port fluvial del Grau i del castell d'Amposta era un punt clau i estratègic per la defensa de Tortosa. Durant la Guerra Civil catalana la població d'Amposta es va posar al costat del Consell del Principat contra Joan II, a qui ajudaven els hospitalers. Aquests, tanmateix, no van poder evitar que els ampostins, ajudats pels tortosins, ocupessin el castell i s'hi fortifiquessin amb una guarnició comandada per Pere de Planella. En mans dels assetjats quedà una bateria de canons emplaçada sobre l'estructura de tres vaixells aparellats, formant un enginy flotant mòbil que protegia el flanc fluvial i dificultava l'aproximació de les naus enemigues a la torre d'homenatge del castell abocada al riu.
Joan de Beaumont es va anar distanciant progressivament de Pere de Portugal a causa de la detenció, i en certs casos tortura, d'alguns dirigents revolucionaris, entre els quals hi havia el abat de Montserrat Antoni Pere Ferrer, el seu nebot Joan Pere Ferrer, l'antic capità de la Bandera de Barcelona Joan Bernat de Marimon i el noble Francesc de Pinós acusats d'haver participat en una conspiració contra ell, i és possible que Joan de Beaumont temés per la seva pròpia seguretat, i el tractat de Pamplona del 9 de juny de 1464 entre Joan II i Enric IV de Castella que suposava la pacificació de Navarra i la retirada definitiva del suport del rei castellà als rebels catalans, així que canvià de bàndol i posà Vilafranca del Penedès en mans reialistes el 25 d'agost. La notícia va causar una enorme commoció al bàndol rebel per la significació del personatge, el cap del partit beaumontès que lluitava contra Joan el Sense Fe a la Guerra Civil navarresa i havia estat el lloctinent d'Enric IV de Castella quan aquest va assumir la sobirania del Principat de Catalunya, i per la posició estratègica de Vilafranca. Pere Portugal el va titllar de «traïdor, lladre i perjur», mentre que Joan es va reconciliar amb ell i va signar el tractat de Tarragona el 22 de novembre la pau amb els beaumontesos que va posar fi a la guerra civil de Navarra. El 6 de juliol de 1464 cinc galeres, una galiota i un bergantí comandats per Jaume Carròs i Manrique des de Mallorca van bombardejar Barcelona en nom de Joan el Sense Fe, sent rebutjats pel foc de les fustes de la platja.
El 6 d'abril de 1465 la gent de Tortosa pren Ulldecona i a finals de maig de 1465, Joan II es reuneix amb la seva dona a València, on recluten 300 genets, 600 infants, una bombarda de sis arroves i una de quatre i mitja.
En resposta a la derrota de Calaf, el 7 de juny de 1465, Pere va prendre La Bisbal, punt estratègic de les comunicacions entre Girona i la costa, defensat pel bisbe de Girona Joan Margarit i Pau i Pere avançava en el nord, prenent Camprodon, Berga, Bagà i Olot amb les tropes de Joan estancades en el setge d'Ulledecona, el 5 de juliol de 1465 un grup de grans nobles castellans va deposar en efígie a Enric IV de Castella i va proclamar rei en el seu lloc al seu mig germà l'infant Alfons. La situació va degenerar en una guerra civil que va durar fins a la mort d'Alfons el 1468 i la submissió de la seva germana Isabel a l'autoritat d'Enric. A l'hora, la Lliga del Bé Públic va desafiar al poder de Carles VII de França durant nou mesos en 1465, deixant Pere de Portugal sense el recolzament militar castellà i francès.
El fracassat setge de la Bisbal obligà Joan II i el seu hereu a refugiar-se a l'estol reial i a tornar a Tarragona. Joan el Sense Fe arriba a Ulldecona a principis de juny i posa la ciutat a setge, moment aprofitat pels assetjats per fer una sortida, arribant a prop de la tenda de la reina. Joan abandona el setge per dirigir-se al setge de Cervera mentre Pere avançava al nord, prenent Camprodon, Berga, Bagà i Olot. La vila fou bombardejada per les bombardes valencianes que van destruir dues torres i una part de la muralla. Un assalt fou rebutjat el 21 de juny però finalment va rendir-se a les tropes reials comandades per Lluís Despuig, capità del Maestrat de l'Orde de Montesa el 20 de setembre de 1465.

## El setge
El 2 d'octubre de 1465, l'exèrcit reial comandant pel príncep Ferran inicià el setge fluvial i terrestre amb la flota de Joan III de Vilamarí, i l'exèrcit d'Alfons d'Aragó i d'Escobar sobre el castell. A principis de gener de 1466 el rei Pere va ordenar Pere Joan Ferrer i des Torrent que auxiliés primer el setge de Maó i després Amposta amb la flota de la Generalitat, que comptava amb 20 vaixells Apostats a l'Ampolla, arribaren tres naus més des de Tortosa i feren fugir les naus que blocaven el castell.
Com a conseqüència de les derrotes i de la crisi econòmica i financera que patia Barcelona, les discrepàncies entre Pere de Portugal i les institucions catalanes amb la Generalitat al capdavant van anar accentuant-se, especialment quan el rei va intentar dur a terme una reorganització militar posant portuguesos als llocs clau i a principis del 1466, mentre que Pere fracassava de nou en la recerca del suport d'algun sobirà europeu, la Generalitat es va negar a pagar els sous d'aquests capitans portuguesos. La situació es va agreujar quan al març Pere va caure malalt i a partir del 29 de maig ja no va poder abandonar el llit.
El setge malmeté greument el castell, i finalment el 21 de juny de 1466 es produí en presència del rei l'assalt de Bernat Hug de Rocabertí a la porta principal i de Joan de Vilamarí i Francesc Burguès i Galiana per la banda del riu, mentre l'arquebisbe de Tarragona, Pero Ximénez de Urrea i de Bardaixí defensava el campament dels intents d'aixecar el setge i Lluís Despuig defensava la part entre la riba i la muralla. Pere de Planella amb un grup de soldats es va fer fort a la torre de Sant Joan però va acabar rendint-se.

## Conseqüències
Pere va morir el 29 de juny a Granollers. Finalitzat el setge d'Amposta i després de perseguir la flota de la Generalitat fins que es refugia al port de Marsella, el juny de 1466, sis naus de la flota de Francesc Berenguer de Blanes capitanejades per Gregori Burgues i Uniç, fill de Francesc, reactivaren el setge de Maó, sense èxit, tot i que es realitzà un intercanvi de presoners. El 15 de juliol, es va rendir Tortosa, de manera que tot el sud de Catalunya va passar ja a mans realistes. Els generosos termes de la capitulació van ser similars als imposats a Lleida.
El castell resultà tan malmès que ja no es va reconstruir, i la zona va restar indefensa enfront dels atacs de la pirateria barbaresca. Amb la caiguda d'Amposta en mans reials, quedava obert el camí de Tortosa i Barcelona, i l'armada de Francesc Berenguer de Blanes perseguí els vaixells de la Generalitat, que es van refugiar al port de Marsella. El 29 de juny de 1466 mor el conestable Pere de Portugal i s'ofereix la corona a Renat I d'Anjou, net de Joan I d'Aragó.